# Верхняя Идыга
Верхняя Идыга (бур. Дээдэ Эдэгэ - Эдэгэ(лечебное место)) — деревня в Эхирит-Булагатском районе Иркутской области России. Входит в состав Кулункунского муниципального образования. Находится примерно в 19 км к северо-западу от районного центра.

## Население
| 2002 | 2010 | 2011 | 2012 |
| ---- | ---- | ---- | ---- |
| 160  | ↘108 | →108 | ↘103 |

По данным Всероссийской переписи, в 2010 году в деревне проживало 108 человек (56 мужчин и 52 женщины).